# Enterosora
Enterosora är ett släkte av stensöteväxter. Enterosora ingår i familjen Polypodiaceae.
Kladogram enligt Catalogue of Life:
| Enterosora | \| \| Enterosora asplenioides \| \| \| \| \| \| Enterosora barbatula \| \| \| \| \| \| Enterosora bishopii \| \| \| \| \| \| Enterosora campbellii \| \| \| \| \| \| Enterosora ecostata \| \| \| \| \| \| Enterosora enterosoroides \| \| \| \| \| \| Enterosora insidiosa \| \| \| \| \| \| Enterosora parietina \| \| \| \| \| \| Enterosora percrassa \| \| \| \| \| \| Enterosora sprucei \| \| \| \| \| \| Enterosora trichosora \| \| \| \| \| \| Enterosora trifurcata \| \| \| \| |
|            | \| \| Enterosora asplenioides \| \| \| \| \| \| Enterosora barbatula \| \| \| \| \| \| Enterosora bishopii \| \| \| \| \| \| Enterosora campbellii \| \| \| \| \| \| Enterosora ecostata \| \| \| \| \| \| Enterosora enterosoroides \| \| \| \| \| \| Enterosora insidiosa \| \| \| \| \| \| Enterosora parietina \| \| \| \| \| \| Enterosora percrassa \| \| \| \| \| \| Enterosora sprucei \| \| \| \| \| \| Enterosora trichosora \| \| \| \| \| \| Enterosora trifurcata \| \| \| \| |
|            | Enterosora asplenioides |
|            | |
|            | Enterosora barbatula |
|            | |
|            | Enterosora bishopii |
|            | |
|            | Enterosora campbellii |
|            | |
|            | Enterosora ecostata |
|            | |
|            | Enterosora enterosoroides |
|            | |
|            | Enterosora insidiosa |
|            | |
|            | Enterosora parietina |
|            | |
|            | Enterosora percrassa |
|            | |
|            | Enterosora sprucei |
|            | |
|            | Enterosora trichosora |
|            | |
|            | Enterosora trifurcata |
|            | |